# Гудкова, Антонина Никитична
Антони́на Ники́тична Гудко́ва (1916, Дмитровский уезд, Московская губерния — 1980, Дмитровский район, Московская область) — звеньевая колхоза «Борец» Дмитровского района Московской области. Герой Социалистического Труда (1949).

## Биография

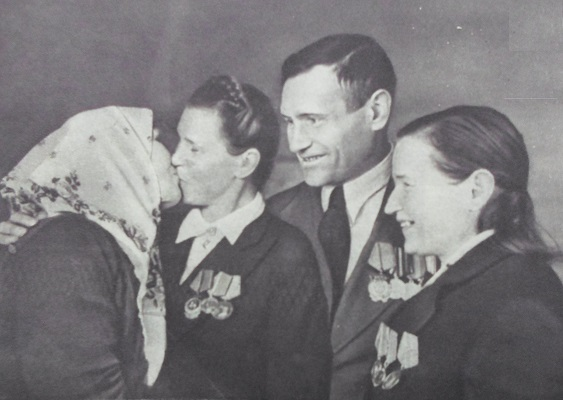
Мать П. В. Гудкова поздравляет его с присвоением звания Героя Социалистического Труда и обеих невесток — его жену Антонину (целует) и Варвару (крайняя справа) Гудковых

Антонина Гудкова родилась в 1916 году на территории современного Дмитровского района Московской области. По национальности русская.
С созданием местного колхоза «Борец» в конце 1920-х годов Гудкова работала в полеводческой бригаде, затем стала главой звена по выращиванию овощей и зерновых культур.
По итогам работы в 1947 году В. Ф. Гудкова была награждена орденом Ленина, а в 1948 году её звено получило урожай картофеля в размере 561 центнеров с гектара на площади 3 гектара.
Указом Президиума Верховного Совета СССР от 4 марта 1949 года звеньевой Антонине Никитичне Гудковой было присвоено звание Героя Социалистического Труда с вручением ордена Ленина и золотой медали «Серп и Молот» за получение высокого урожая картофеля в 1948 году. Этим же указом высокого звания были удостоены председатель колхоза Фёдор Алексеевич Бурмистров и её бригадир Пётр Владимирович Гудков.
На заработанные в 1948 году трудодни семья Гудковых получила 140 пудов зерна, 1 700 пудов картофеля, 360 пудов овощей и 2 500 рублей, на которые был построен семейный дом.
В последующие годы звено Антонины Гудковой продолжало давать высокие результаты по овощной и зерновой продукции.
А. Н. Гудкова — жена Героя Социалистического Труда П. В. Гудкова. Его старший брат Иван Владимирович Гудков погиб в сентябре 1941 года.
Дата и место смерти Антонины Никитичны Гудковой не установлены.

## Награды
- Герой Социалистического Труда — указом Президиума Верховного Совета СССР от 4 марта 1949 года;
- Орден Ленина и медаль «Серп и Молот» — дважды (19 февраля 1948, 4 марта 1949);
- Медаль «За трудовую доблесть» (9 июня 1950).